# Conio (Borgomaro)
Conio è una frazione di 107 abitanti del comune di Borgomaro, in provincia di Imperia. Fino al 1928 fu comune autonomo.

## Geografia fisica
Si trova nell'alta valle del Maro alle falde del monte Grande: con i suoi 622 m è il più alto paese della valle, escluso il piccolo agglomerato di San Bernardo di Conio. Grazie all'abbondanza di sorgenti il territorio circostante è perfettamente adatto alla coltivazione del fagiolo bianco di Conio.

## Storia
In epoca medievale Conio fu feudo dei Lascaris di Ventimiglia, che lasciarono come testimonianza il castello in cima al paese, oggi ricostruito. Al 1928 risale la soppressione del comune di Conio in favore del suo accorpamento nel territorio di Borgomaro come frazione.

## Monumenti e luoghi d'interesse

### Architetture religiose
- Chiesa parrocchiale della Natività di Maria, situata nel centro del paese davanti ad una piccola piazzetta.
- Chiesa di San Maurizio. situata in una posizione isolata lontano dal borgo, fu la prima chiesa parrocchiale di Conio. Ora serve come chiesa cimiteriale. Edificata in stile romanico, ha l'interno a due navate formate da archi e colonne in pietra nera. L'alto campanile rustico è composto di pietre squadrate a vista.
- Oratorio della Santissima Trinità. Situato in una piazza all'entrata del paese arrivando da Poggialto, è preceduto da un portico. Anticamente era la sede delle due confraternite del paese, ossia quelle della Visitazione e della Santissima Trinità.
- Chiesetta di San Rocco, situata all'inizio dell'antica mulattiera ancora ben conservata che conduce a Ville San Pietro.

### Architetture militari
- Castello dei Ventimiglia. Situato in cima al paese, ospita attualmente mostre e convegni.

### Architetture civili
- Lavatoi. Nel territorio di Conio esistono moltissime e abbondanti sorgenti che alimentano i lavatoi del paese. Se ne possono vedere alcuni presso l'oratorio mentre altri sono situati lungo la via che conduce dalla chiesa parrocchiale verso Ville San Pietro.

## Cultura

### Eventi
- Festa di San Maurizio il 22 settembre.
- Festa patronale della Natività di Maria l'8 settembre.

## Economia
L'economia del paese è principalmente legata all'agricoltura, specialmente alla coltivazione del fagiolo bianco di Conio, diventato di recente presidio Slow Food.

## Infrastrutture e trasporti

### Strade
A Conio termina la strada provinciale 25, avente inizio a Ville San Pietro nel quale si collega alla provinciale 24 proveniente dal capoluogo Borgomaro. Nel 2003 è inoltre stata asfaltata la strada che collega la frazione con il piccolo abitato di San Bernardo di Conio mentre recentemente è stata anche costruita in parte ex novo la nuova strada di mezzacosta, interamente asfaltata, che collega Conio con Poggialto nel comune di Aurigo. La Riviera Trasporti assicura alcune corse giornaliere che collegano il paese con Imperia.